# Contrabando (película de 1940)
Contrabando es una película de espías en tiempos de guerra de 1940, del equipo director-guionista británico de Michael Powell y Emeric Pressburger, que reunió a las estrellas Conrad Veidt y Valerie Hobson después de su aparición anterior en El espía de negro el año anterior. En esta ocasión, Veidt interpreta a un héroe, algo que no hacía muy a menudo, y también hay una actuación temprana (no acreditada) de Leo Genn. El título de la película en Estados Unidos fue Blackout. Powell escribe en su autobiografía, A Life in Movies, diciendo que el cambio de nombre de Estados Unidos era un título mejor y que deseaba haberlo pensado.

## Trama
Es noviembre de 1939; la etapa falsa de la Segunda Guerra Mundial. Dinamarca sigue en una posición neutral, pero el Capitán (danés) Andersen (Conrad Veidt) y su carguero Helvig son detenidos en el Canal de la Mancha por los tenientes comandantes Ashton (Joss Ambler) y Ellis (Harold Warrender) para una inspección de carga en un puerto de control de contrabando británico. 
Recibe dos pases de tierra para él y su Primer Oficial Axel Skold (Hay Petrie) para cenar con Ashton y Ellis, pero los pases (y la lancha motora de Helvig) son robados por dos pasajeros, la Sra. Sorensen (Valerie Hobson) y el cazatalentos Sr. Pidgeon (Esmond Knight). A partir de un horario de trenes recortado en un periódico, Andersen es capaz de darse cuenta de que están tomando un tren a Londres y los alcanza; pero, cuando el tren llega a la metrópolis oscurecida, él solo puede aferrarse a Sorensen.
Él la invita a cenar en el restaurante del hermano de Skold, Erik (también Hay Petrie). Luego lo lleva a la casa de su tía, donde son capturados por una red de espías nazi liderada por Van Dyne (Raymond Lovell), un hombre con el que Sorensen ya ha tenido tratos desagradables en Düsseldorf, Alemania. Van Dyne sabe que Sorensen y Pidgeon son agentes británicos. Van Dyne encuentra un mensaje oculto en uno de los papeles de fumar de Sorensen, identificándola como "M47" y enumerando los nombres de los barcos neutrales bajo los cuales viajan dos barcos alemanes. Decide reemplazar uno de los nombres con el de un barco estadounidense para causar problemas, siendo Estados Unidos neutral en este momento. Sorensen y Andersen están atados, pero el capitán logra escapar. Trae refuerzos en forma de bastón de Erik Skold y es capaz de liberar a Sorensen y noquear a Van Dyne. Con todo aclarado, Andersen y Sorensen reanudan su viaje por mar.

## Reparto
- Conrad Veidt como el capitán Andersen
- Valerie Hobson como la Sra. Sorensen
- Hay Petrie como Axel Skold/Erik Skold
- Joss Ambler como el Teniente Comandante Ashton, RNR
- Raymond Lovell como Van Dyne
- Esmond Knight como el Sr. Pidgeon
- Charles Víctor como Hendrick
- Phoebe Kershaw como la señorita Lang
- Harold Warrender como el Teniente Comandante Ellis, RN
- John Longden como Oficial de Pasaportes
- Eric Maturin como Oficial de Pasaportes
- Paddy Browne como cantante en "Regency"
- Dennis Arundell como Lieman
- Molly Hamley-Clifford como la baronesa Hekla
- Eric Berry como el Sr. Abo
- Olga Edwardes como la Sra. Abo
- Leo Genn y Peter Bull como dos de los asociados de Van Dyne
- Bernard Miles en una escena divertida discutiendo con dos guardias de ataque aéreo
- Esma Cannon como la sobrina de Hay Petrie
- Michael Shepley como el hombre servicial en el club
- Milo O'Shea hizo su debut cinematográfico, en el papel no acreditado de un alcaide de un ataque aéreo.

## Producción
Contrabando estaba planeada como una continuación de la película El espía de negro de Powell y Pressburger, que fue filmado a finales de 1938, pero no fue lanzado por Alexander Korda durante casi un año. La película actual estuvo en producción desde el 16 de diciembre de 1939 hasta el 27 de enero de 1940 en Denham Film Studios, con rodaje en Londres en Chester Square en Belgravia y en Ramsgate en Kent.   

## Crítica
La revisión en línea de TV Guide lo llamó "Un pequeño y extraño thriller cómico - ¿quién, excepto quizás Michael Powell, elegiría a Conrad Veidt, estrella de El gabinete del Dr. Caligari (1920), de 47 años, como un héroe romántico ligero?". 
Time Out escribió que "menos elegante que El espía de negro, este thriller de espionaje es más divertido, con su trama irónica que se deleita con las excentricidades de Hitchcock". Radio Times lo describe como "Un elegante thriller de espionaje de la Segunda Guerra Mundial que muestra un Londres plagado de espías".